# جون ر. سولومون
جون ر. سولومون هو سياسي كندي، ولد في 24 مايو 1910، وتوفي في 25 يونيو 1985.